# Occidryas andersoni
Occidryas andersoni är en fjärilsart som beskrevs av Gunder 1934. Occidryas andersoni ingår i släktet Occidryas och familjen praktfjärilar. Inga underarter finns listade i Catalogue of Life.